# Mattia Croci-Torti
Mattia Croci-Torti (* 10. April 1982) ist ein ehemaliger Schweizer Fussballspieler und heutiger -trainer. Er ist seit September 2021 Cheftrainer des FC Lugano.

## Karriere

### Spieler
Croci-Torti begann seine Laufbahn beim FC Chiasso in der drittklassigen 1. Liga, bevor er im Jahr 2000 in die zweite Mannschaft des Grasshopper Club Zürich wechselte, die ebenfalls in der 1. Liga spielte. 2002 kehrte er ins Tessin zurück und schloss sich dem Erstligisten FC Malcantone Agno an, mit dem er zur Saison 2003/04 in die Challenge League aufstieg. Im Sommer 2004 fusionierte der Verein mit dem damals in der 2. Liga Inter spielenden FC Lugano zur AC Lugano, die neue Mannschaft nahm künftig an der Challenge League teil. Zur Saison 2005/06 wechselte er zu GC Biaschesi in die 1. Liga. Anfang 2006 unterschrieb er einen Vertrag beim FC Wil in der Challenge League, für den er bis Saisonende aktiv war. Im selben Jahr wechselte er zur weiterhin in der Challenge League spielenden AC Lugano zurück. 2008 wurde er von seinem Ex-Verein FC Chiasso verpflichtet, für den der Rechtsverteidiger zunächst in der 1. Liga aktiv war. Zur Saison 2010/11 stieg er mit den Südtessinern in die Challenge League auf. 2014 beendete er seine Spielerkarriere, wobei er in seiner letzten Saison nicht mehr zum Einsatz kam.

### Trainer
Croci-Torti fungierte zwischen 2013 und 2015 als Co-Trainer des FC Chiasso in der Challenge League. Im Sommer 2015 übernahm er den Zweitligisten SC Balerna. Ab 2017 war er Co-Trainer beim FC Lugano in der Super League. Nach einer kurzen Station als Co-Trainer beim Erstligisten FC Mendrisio-Stabio kehrte er 2018 zu Lugano zurück. Nach der Entlassung von Abel Braga stieg er im September 2021 zunächst interimistisch zum Cheftrainer der Bianconeri auf, wenige Wochen später wurde er in seinem Amt bestätigt und erhielt einen Vertrag bis 2023. Als Trainer des FC Lugano gewann er am 15. Mai dank eines 4:1-Siegs gegen den FC St. Gallen den Schweizer Cup 2021/22. Im Januar 2025 verlängerten der FC Lugano und Croci-Torti den Trainervertrag bis 2028.

## Erfolge

### Als Trainer

#### FC Lugano
- Schweizer Cupsieger: 2021/22